# Markivka, Baranivka
Markivka (în ucraineană Марківка) este localitatea de reședință a comunei Markivka din raionul Baranivka, regiunea Jîtomîr, Ucraina.

## Demografie
Componența lingvistică a localității Markivka
     Ucraineană (99,54%)
     Alte limbi (0,46%)
Conform recensământului din 2001, majoritatea populației localității Markivka era vorbitoare de ucraineană (99,54%), existând în minoritate și vorbitori de alte limbi.